# Ullerich Ferenc
Ullerich Ferenc (Újpest, 1882. – 1932 után) magyar atléta, magyar bajnok hátvéd (1905), nemzeti labdarúgó-játékvezető.

## Pályafutása

### Labdarúgás
1898-ban a BEAC labdarúgó csapatának alapító tagja volt. 1905-ben a Ferencvárosi TC (FTC) játékosaként magyar labdarúgó-bajnok. Az FTC-ben 8 alkalommal szerepelt, 7-szer bajnoki mérkőzésen, egyszer nemzetközi felkészülési találkozón.
| Időpont           | Helyszín                      | Mérkőzés típusa  | Mérkőzés              | Játékvezető   | Eredmény | Nézők száma |
| ----------------- | ----------------------------- | ---------------- | --------------------- | ------------- | -------- | ----------- |
| 1905. február 19. | Soroksári úti pálya, Budapest | első mérkőzése   | Ferencvárosi TC–UTE   | Aschner Jakab | 2 – 0    | Zárt kapus  |
| 1905. május 21.   | Népszigeti pálya, Budapest    | utolsó mérkőzése | MAFC– Ferencvárosi TC |               | 0 – 14   |             |

Az MLSZ megalakulását követően a játékvezetés kérdéskörével az MLSZ tanácsa, majd  Intézőbizottsága foglalkozott. Hivatalos mérkőzéseket csak az vezethet, aki a Bíróvizsgáló Bizottság (BT) előtt elméleti és gyakorlati vizsgát tett. Játékvezetésből 1901. augusztus 10-én Budapesten vizsgázott Az MLSZ BT javaslatára NB II-es, majd 1903-tól NB I-es bíró. Küldési gyakorlat szerint rendszeres partbírói szolgálatot is végzett. Mérkőzéseinek többségét az NB II-ben vezette. 1908–1914 között a futballbíráskodás legjobb játékvezetői között tartják nyilván. NB I-es mérkőzéseinek száma: 7.
| Időpont           | Helyszín                        | Mérkőzés típusa          | Mérkőzés      | Eredmény | Nézők száma |
| ----------------- | ------------------------------- | ------------------------ | ------------- | -------- | ----------- |
| 1903. május 24.   | Millenáris Sportpálya, Budapest | első NB I-es mérkőzése   | Postás SE–MÚE | 5 – 1    | Zárt kapus  |
| 1904. március 27. | Millenáris Sportpálya, Budapest | utolsó NB I-es mérkőzése | MTK–33 FC     | 1 – 0    | Zárt kapus  |

### Atléta
Atlétaként 1900-ban az országos főiskolai versenyen negyed angol mérföldes síkfutásban és magasugrásban 2. helyezést ért el. 1901-ben a BEAC háziversenyén távolugrásban az első, diszkoszvetésben a második heyen végzett. Ebben az évben egy nemzetközi atlétikai viadalon 22 yardos síkfutásban második helyezett. 1902-ben a BEAC házi versenyén 6 kilométeres mezei futásban az első helyet szerezte meg. Az 1902-es magyar atlétikai bajnokságon a BEAC versenyzőjeként 440 yard távolságon bronzérmes. 1904-ben a BEAC nemzetközi versenyén 220 yardos síkfutásban az első helyet szerezte meg. 1905-ben 2. helyezést ért el 100 yardos síkfutásban a BEAC nemzetközi atlétikai versenyén.

### Sportvezető
1924-ben a BEAC egyesületi titkára volt. 1925-ben az egyesület választmányának tagja.

## Külső hivatkozások
- Ullerich Ferenc. nemzetisport.hu. (Hozzáférés: 2016. június 5.)
- Ullerich Ferenc. magyarfutball.hu. (Hozzáférés: 2016. június 5.)
- Ullerich Ferenc. tempofradi.hu. (Hozzáférés: 2016. június 5.)
- Ullerich Ferenc játékvezetői adatlapja a Nemzeti Labdarúgó Archívum oldalán